# Mirko Brumen
Mirko Brumen, slovenski agronom, * 30. april 1926, Krapje, † 2019.
V Mariboru je 1964 končal Višjo agronomsko šolo. V letih 1948−1981 je služboval v Svečini, med drugim kot predavatelj in ravnatelj v tamkajšnji vinogradniško-sadjarski šoli. Strokovno in organizacijsko se je posvečal kmetijskemu šolstvu ter izobraženanju vinogradnikov in vinarjev.